# Guenshi Ever
Guenshi Ever ou encore Guensh'Ever, de son vrai nom Guendehou Sidonie Evelyne, est une artiste chanteuse béninoise.

## Biographie
Autrice et compositrice, Guenshi Ever participe en 1983 à l'enregistrement de l'album d'Honoré Avolonto et Danialou Sagbohan. Elle partage la face A de cet album avec Vicky Aménoudji. En 2017 la chanteuse béninoise Ayodélé lui rend visite pour lui annoncer son cadeau[Quoi ?] de réaliser un clip de son morceau qui lui vaut à l'époque l'amour du public.
Guenshi Ever est morte le 25 décembre 2021,,,, à l'âge de 60 ans.

## Discographie
Elle sort un album en 1988, une production de Nenuphar et contient les titres Senye, Musumugbaléo, Gbèmèdan.
Elle a également un disque vinyle de 33 Tours intitulé "obe oho yesron" sous le label Gaseg,,.